# Ceratina lucidula
Ceratina lucidula är en biart som beskrevs av Smith 1854. Ceratina lucidula ingår i släktet märgbin, och familjen långtungebin. Inga underarter finns listade i Catalogue of Life.